# Orchestra Sinfonica di Berna
L'Orchestra Sinfonica di Berna (Berner Symphonieorchester) è un'orchestra svizzera con sede a Berna. L'orchestra organizza principalmente concerti al Kursaal di Berna e funge anche da orchestra di accompagnamento per lo Stadttheater Bern, per spettacoli di opera e danza.
L'orchestra fu fondata nel 1877. Dal 2010, il direttore principale dell'orchestra è Mario Venzago.

## Direttori d'orchestra principali
- Karl Munzinger (1896-1909)
- Fritz Brun (1909-1941)
- Luc Balmer (1941-1964)
- Paul Kletzki (1964-1968)
- Charles Dutoit (1968-1978)
- Gustav Kuhn (1979-1983)
- Peter Maag (1984-1991)
- Dmitri Kitayenko (1991-2004)
- Andrey Boreyko (2004-2010)
- Mario Venzago (2010-present)